# Sziénai Szent Katalin
Sziénai Katalin (olasz Caterina da Siena), vagy katolikus nevén Sziénai Szent Katalin (Siena, 1347. március 25. – Róma, 1380. április 29.) olasz katolikus misztikus, a domonkos harmadrend tagja, laikus, akit az egyház 1461-ben szentté avattott. Kiterjedt teológiai alkotása miatt egyházdoktorként is tisztelik. Európa egyik védőszentje. Az itáliai irodalomra is hatással volt.

## Élete
Elszegényedett nemesi család 23. gyermekeként született, édesapja kelmefestésből tartotta el népes családját. Gyermekkorában nem járt iskolába, későn tanult meg írni és olvasni. Korán megmutatkozott rendkívüli vallásossága. Nyolcéves korában látomást látott a trónon ülő Jézusról, és ennek hatására szüzességi fogadalmat tett. 15 évesen csatlakozott a domonkos harmadrendhez, a mantellátákhoz, és idejét imádkozással, aszketikus gyakorlatokkal, betegek ápolásával és a szegények istápolásával töltötte. Domonkos barátok segítségével kezdte el olvasni a Breviáriumot és a Szentek cselekedeteit (Acta Sanctorum), de más szerzetesrendekkel is kapcsolatban állt (Ferences rend, Ágoston-rend). 
Szónoklatainak ereje, melyről imái és levelei tanúskodnak, egyre több embert vonzott köré. Követői (famiglia) szellemi anyjuknak tekintették Katalint. 19 éves korában misztikus lelkesedéstől áthatva végleg elhagyta szülővárosát, és követőivel békét hirdetve bejárta Itáliát. Elhivatottnak érezte magát arra, hogy felrázza a válságban lévő egyházat és hogy kötelességeire emlékeztesse a papságot: „Isten előtt nincs utálatosabb, mint azok a virágok, amik az egyház misztikus testéből hajtanak ki, és édes illatok helyett bűnök rothadó szagát árasztják.”
1370 körül politikai és társadalmi követeléseket is megfogalmazott: a keresztények egymás közötti megbékélését, keresztes háborúk indítását a hitetlenek ellen és a Szentszék visszaköltözését Avignonból Rómába. Fellépése nyugtalanságot váltott ki, és bizalmatlanságot keltett. 1374-ben pünkösdkor eretnekség vádja miatt kellett megjelennie a Domonkos-rend legfelsőbb grémiuma előtt Firenzében, de válaszaival elnémította ellenzőit. Capuai Rajmund domonkos szerzetest jelölték ki gyóntató atyjául. Katalin tanácsadója és tolmácsa volt, ő írta meg később életét Legenda maior címmel. 

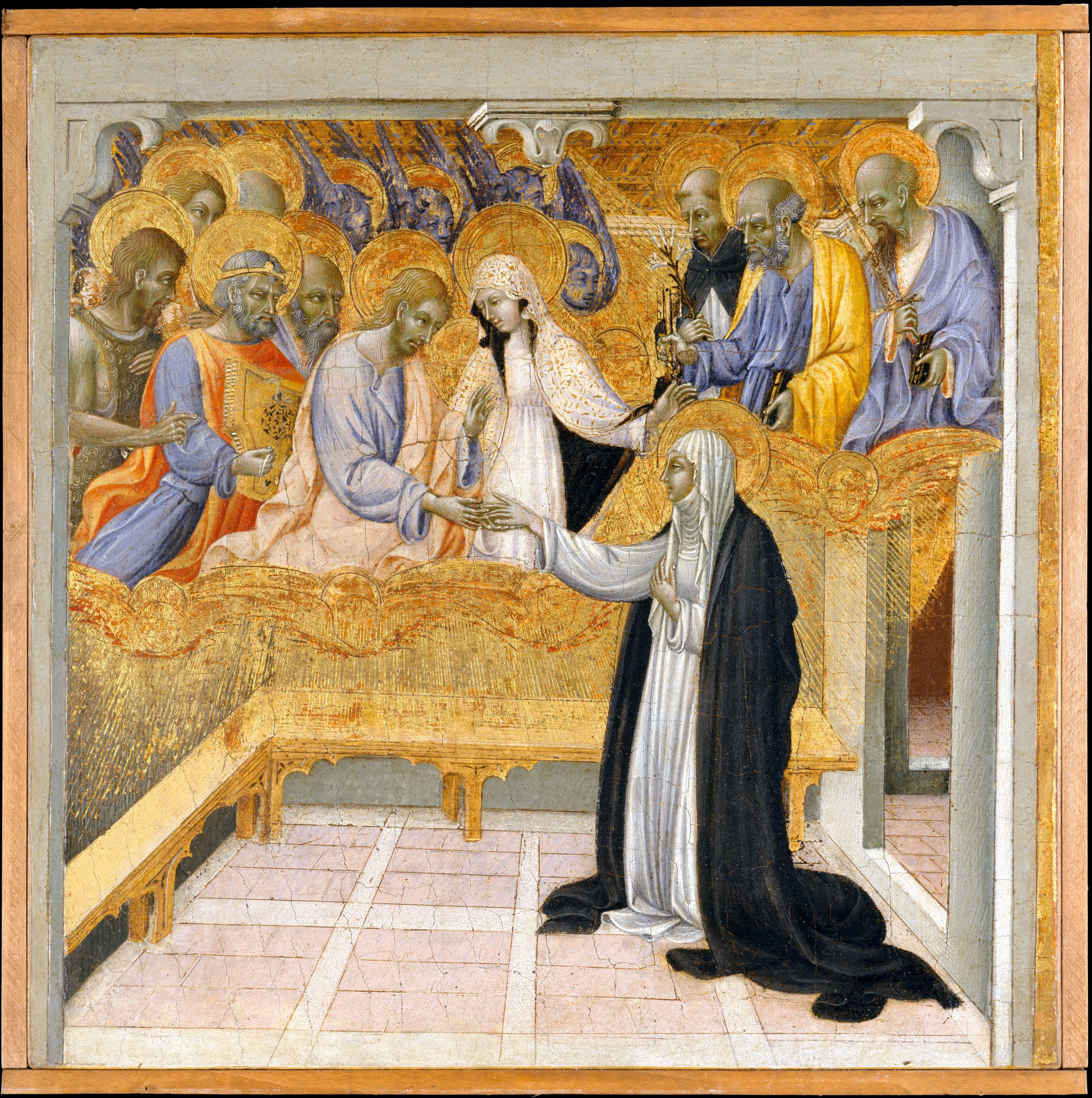
Giovanni di Paolo: Szent Katalin misztikus eljegyzése, amit követően az Úr kiszólította magányából és elküldte az emberek közé, a béke és az igazság angyalának

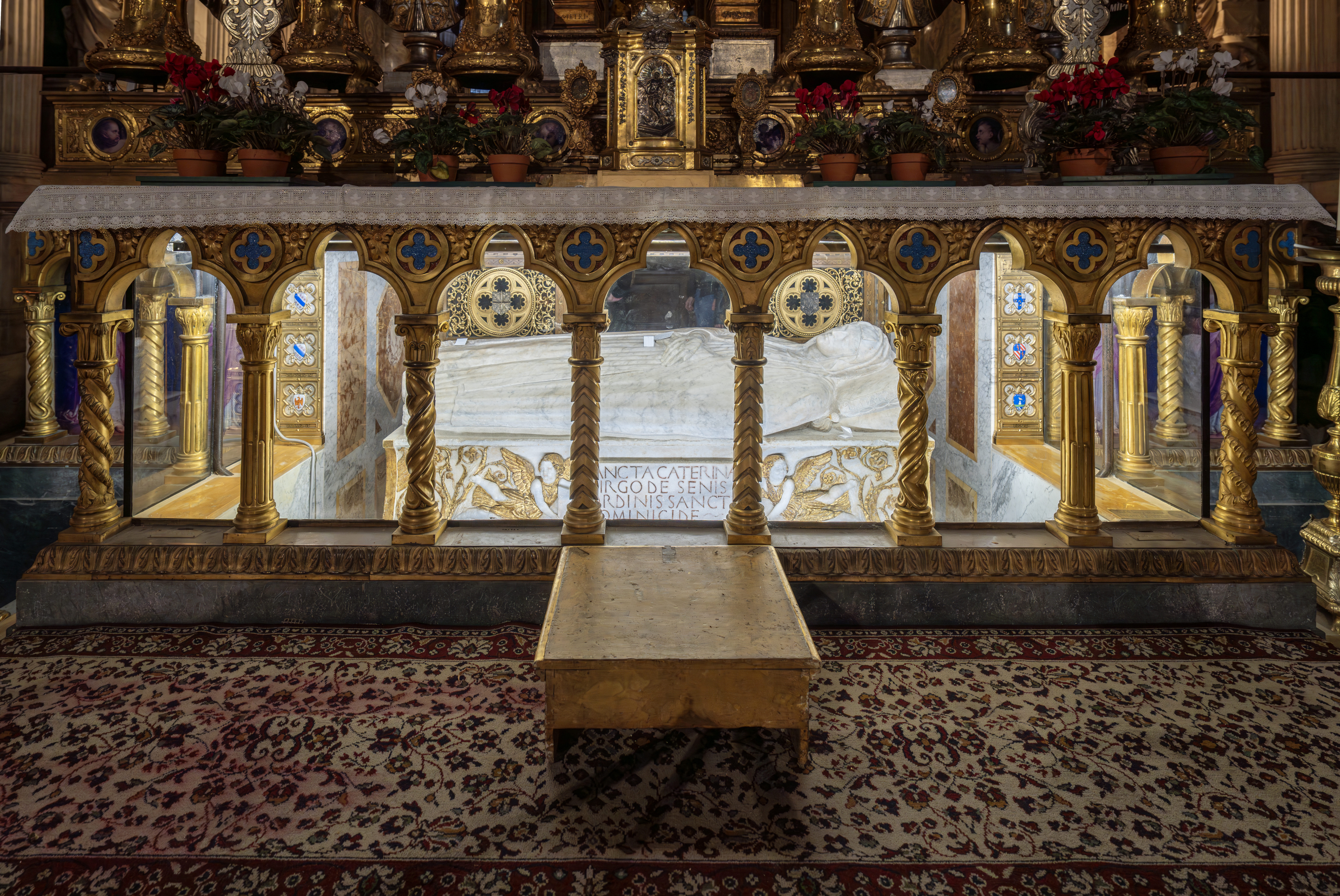
Szent Katalin szarkofágja Rómában a Santa Maria sopra Minerva-templomban

Sienában pestisjárvány tört ki, csodának számító gyógyulásokat tulajdonítottak Katalinnak, és hírneve tovább nőtt. Gyóntatójának közlése szerint 1375. április 1-jén Pisában a keresztre feszített Jézus előtt részesült Krisztus szenvedésének stigmáiban, de kérésére ezek láthatatlanok maradtak. Sokat és hosszan böjtölt, a böjtölés után is egyre kevesebbet evett. Elegendő volt számára az oltáriszentség vétele.
1376 júniusában egy maroknyi hívő kíséretében elindult Avignonba. Három hónapig tartózkodott a városban, és gyakorta találkozott XI. Gergely pápával. "Kiáltása, fenyegetése, imája és szeretete erejével végül sikerült Krisztus helytartóját szinte átvonszolnia Rómába" - írja a Legenda Maior összegzéseként R. Sarah. Más szerzők vitatták, hogy volt-e közvetlen szerepe Katalinnak a Szentszék Rómába való visszatérésében, de az értékelés összességében kritikai szinten is megerősítő. 1376. szeptember 3-án a pápa valóban elhagyta Avignont, és 1377. január 17-én ünnepélyesen bevonult Rómába. XI. Gergely halála után Katalin VI. Orbán pápát támogatta, és kérésére Rómába költözött. 
1380. április 29-én 33 éves korában halt meg súlyos betegség következtében. Rómában a Santa Maria sopra Minerva templomban helyezték örök nyugalomra.

## Írásai
Élete utolsó éveiben tanult meg írni. Ebből az időből közel 400 levelét ismerjük. Fő műve a Libro della divina dottrina (vagy Dialogo della divina provvidenza), amit ő röviden Dialógusnak nevezett. 381 levelet és 26 imát is írt.
Teológiája egyesíti a misztikus tapasztalatot, a politikai-társadalmi elköteleződést és az egyház iránti szenvedélyes szeretetet. Tanításaiban központi szerepet játszik Krisztus vérének üdvözítő ereje, a lélek Istenhez való hasonulása, valamint a szeretet és alázat mint a tökéletesség útjai. 
Leghíresebb műve, A párbeszéd (Dialógus), Isten és a lélek közötti párbeszéd formájában fogalmazza meg a megváltás misztériumát, az egyház szerepét, valamint a személyes és közösségi megtérés fontosságát. A könyv nyelvezete „laikusok” számára szinte érthetetlen, hiszen a szeretet benne saját nyelvet  teremt, Isten és az ember egyesülésének nyelvét, a katolikus misztikának viszont megkerülhetetlen alapműve. 
Katalin különösen hangsúlyozta az isteni irgalom végtelenségét, az emberi akarat szabadságát és a szenvedés üdvözítő jelentőségét. Bár írásai nem rendszerezett teológiai művek, hatása mégis jelentős, különösen a női misztika és az egyházi reform gondolataiban. 1970-ben VI. Pál pápa egyháztanítóvá avatta, ezzel ismerve el teológiai és lelki örökségének jelentőségét. 

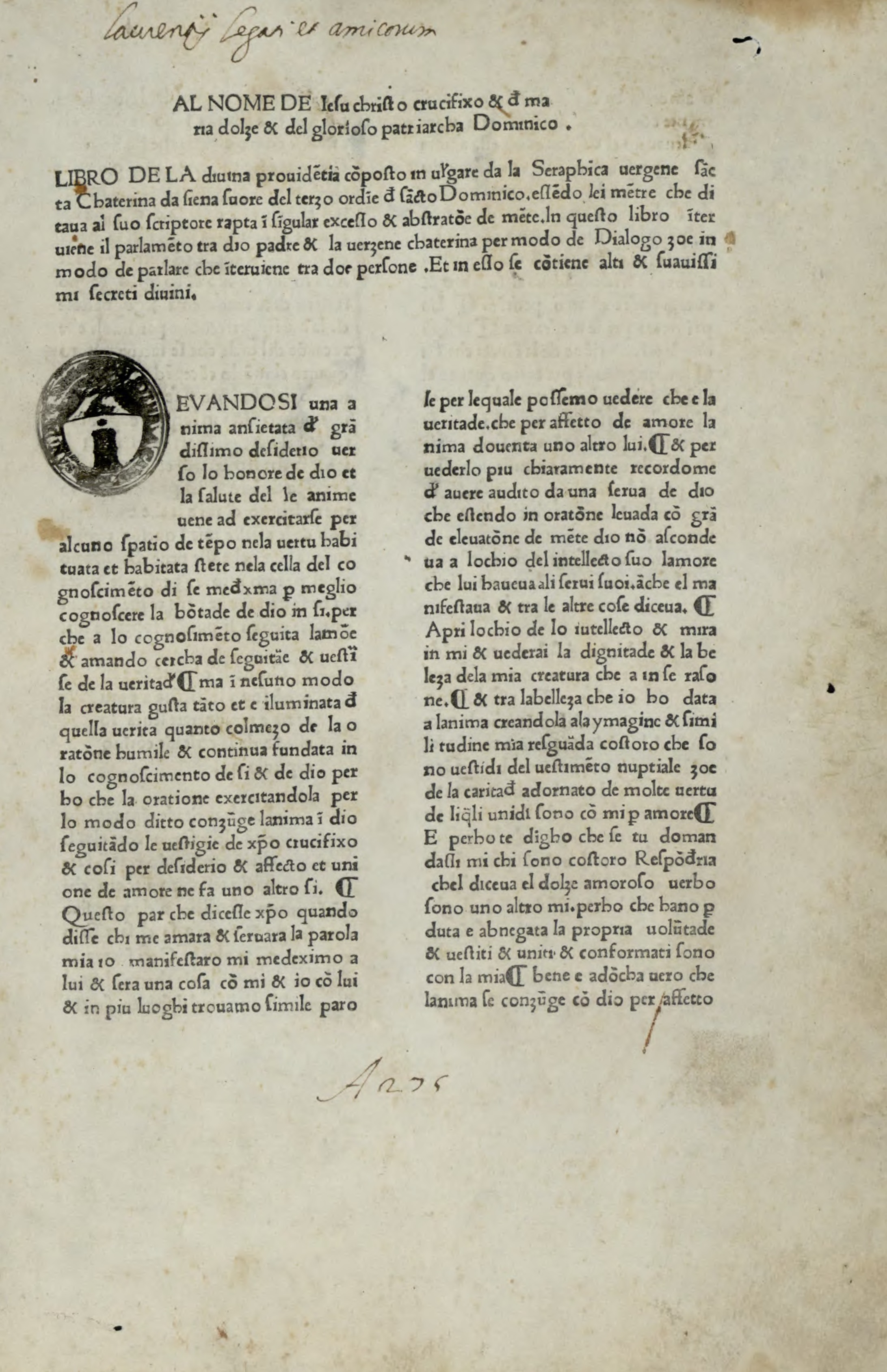
Libro della divina dottrina, 1475 k.

### Magyarul megjelent
- Dialogus. Párbeszéd, 1–3.; ford. Tóth János; Amerikai Magyar Kiadó, Köln–Detroit–Wien, 1964 (Vörösmarty Kör. Idegen írók magyarul)
- Dialógus; ford. Csertő György; Szt. István Társulat, Bp., 1983
- Sziénai Szent Katalin élete. Legenda maior, amint megírta Capuai Rajmund a Szent gyóntatója; ford. Diós István, Szt. István Társulat, Bp., 1983
- Levelek; ford. Csertő György, előszó Diós István; Szt. István Társulat, Bp., 1983
- (szerk.) Giovanni Pozzi – Claudio Leonardiː Olasz misztikus írónők, Európa Könyvkiadó, Budapest, 2001, ISBN 963-07-6849-6, 208–241. o.
- Dialógus; ford. Csertő György, előszó Hankovszky Béla, szerk., jegyz. Németh Ilona; Paulus Hungarus–Kairosz, Bp., 2003, ISBN 963-956-811-2, 477 o.
- Szeretetből élünk. Lelki útravaló az év minden napjára; Szt. Gellért, Bp., 2010
- Misztikus levelek, 1–2.; ford. Csertő György; Kairosz, Bp., 2012, ISBN 978-963-662-536-8, 964 o.

## Tisztelete
II. Piusz pápa avatta szentté 1461-ben, VI. Pál pápa emelte az egyháztanítók közé 1970-ben. 
1999-ben II. János Pál pápa – Keresztes Szent Terézia Benedikta és a svéd Szent Brigitta mellett – Európa védőszentjévé avatta.